# Sonate K. 47
Pour les articles homonymes, voir K47.
La sonate K. 47 (F.5/L.46) en si bémol majeur est une œuvre pour clavier du compositeur italien Domenico Scarlatti.

## Présentation
La sonate K. 47, en si bémol majeur, est notée Presto. Elle fait partie des sonates dites « flamboyantes », selon Ralph Kirkpatrick, en raison d'un style vivant et des thèmes contrastés. Ici, Scarlatti emploie des fusées de gammes rapides, comme dans la sonate K. 43 qui ouvre le plus ancien des manuscrits de Venise, copié en 1742. Dans le manuscrit de Parme elle est la première d'une paire, avec la K. 57 qui la suit.

## Manuscrits
Le manuscrit principal est le numéro 5 du volume XIV (Ms. 9770) de Venise (1742), copié pour Maria Barbara ; les autres sont Parme III 11 (Ms. A. G. 31408). Une copie figure à Londres, manuscrit Worgan, Add. ms. 31553 (no 19) et à Saragosse, deux fois : source 2, ms. B-2 Ms. 31, fos 31v-33r (no 16) et source 3, B-2 Ms. 32 fos 95v-97r (no 48), copiés vers 1751–1752.

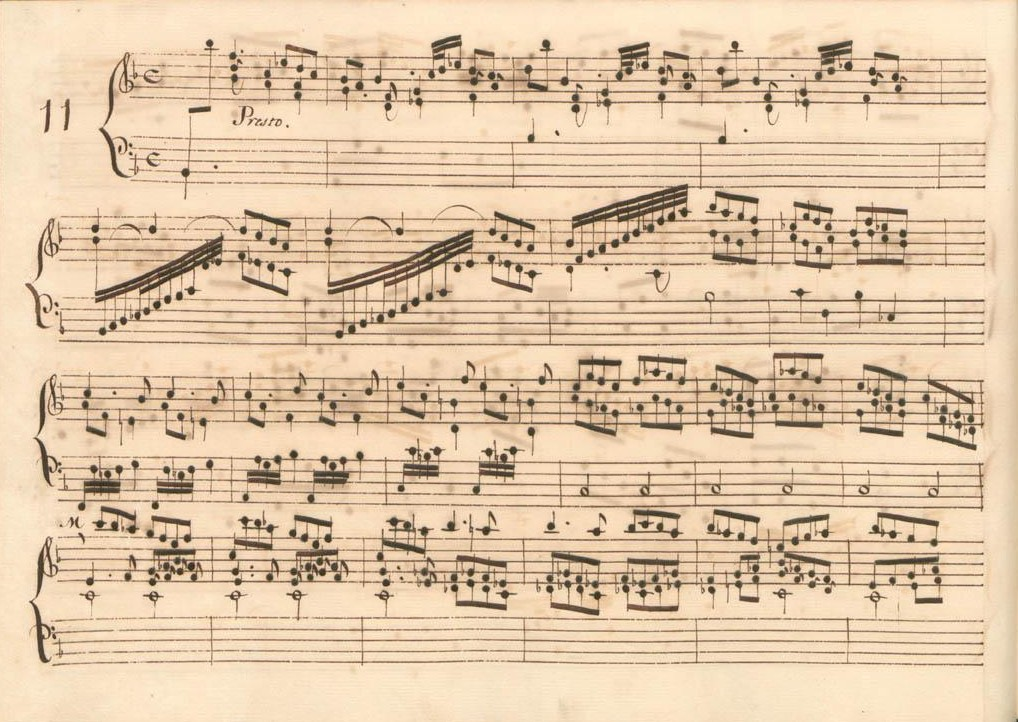
Parme III 11.
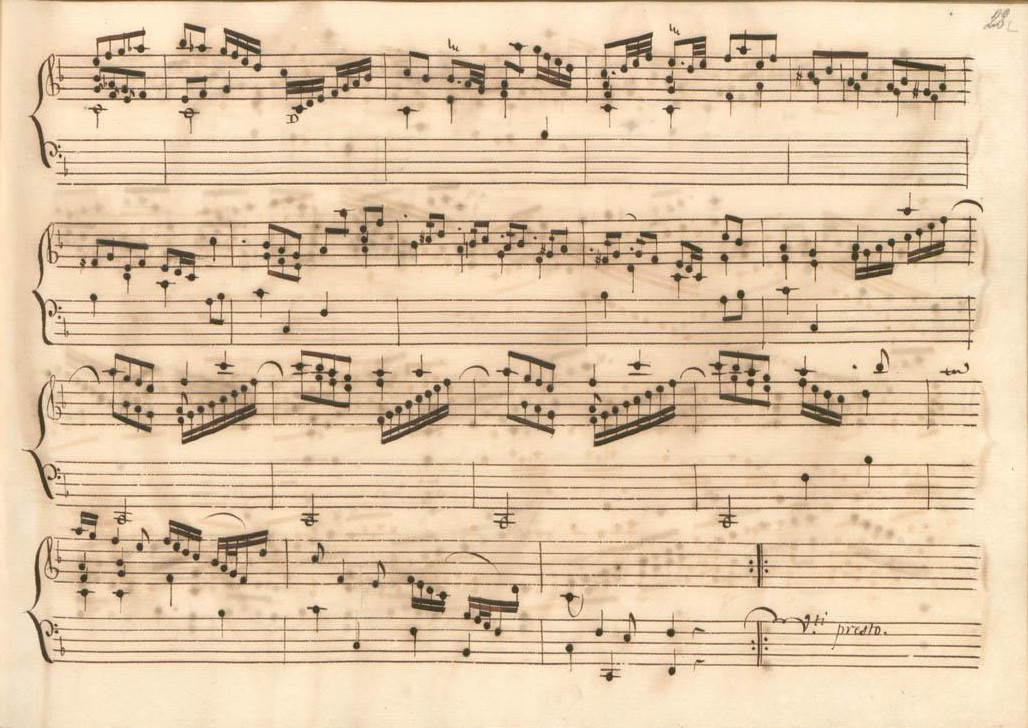
Parme III 11 (fin de la première section).
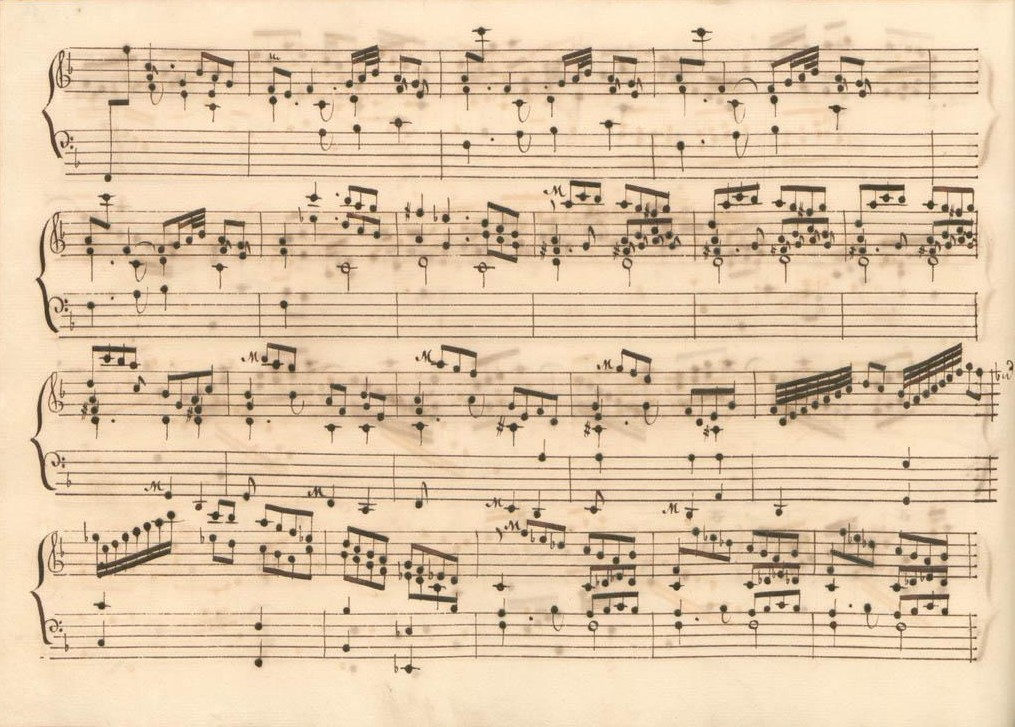
Parme III 11 (début de la seconde section).
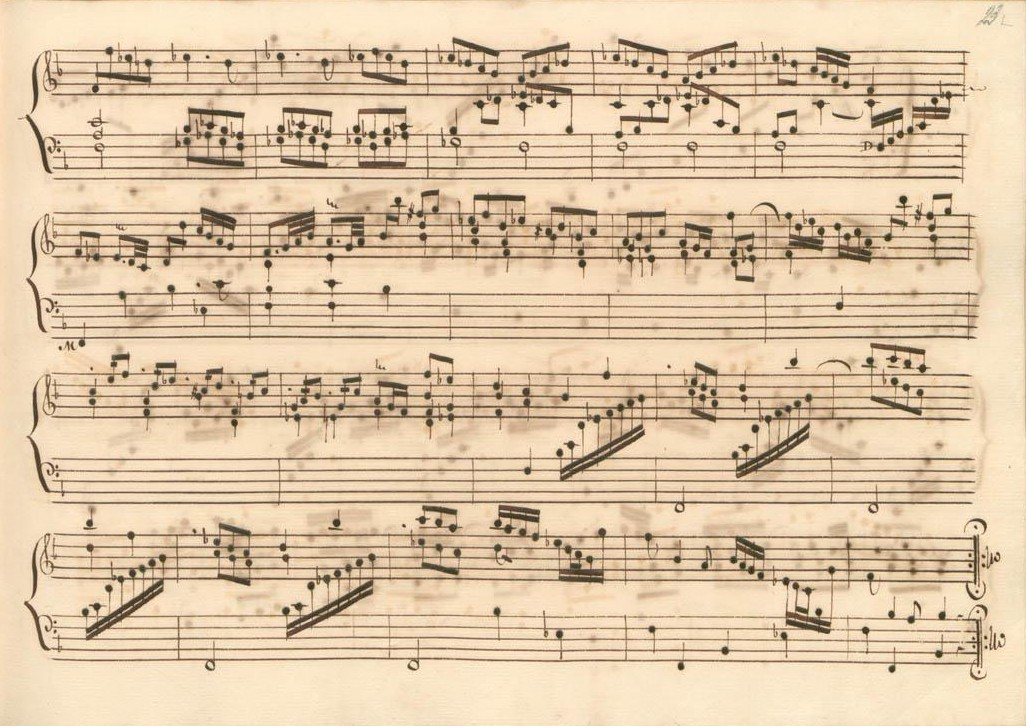
Parme III 11 (fin de la sonate).
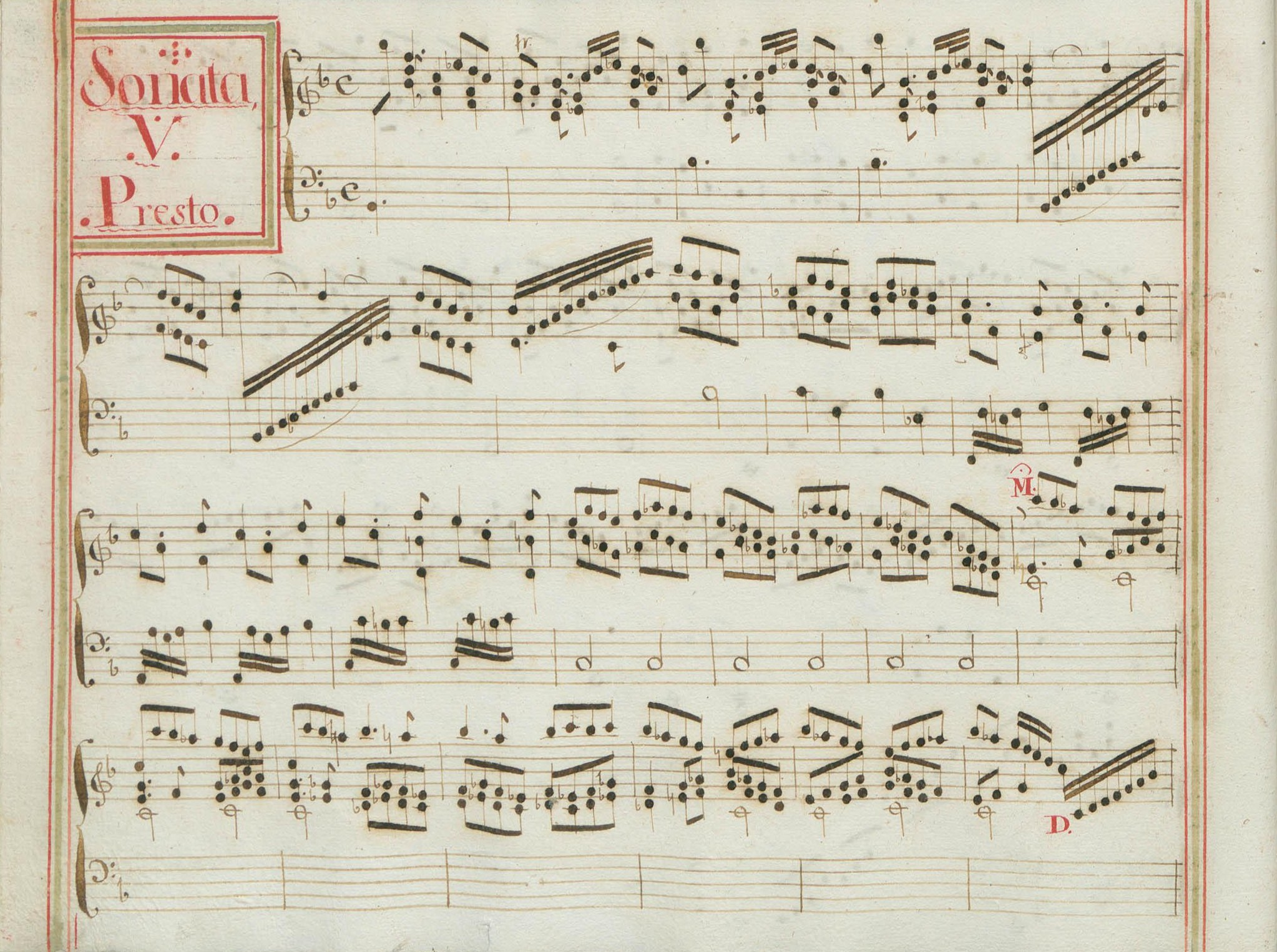
Venise XIV 5.
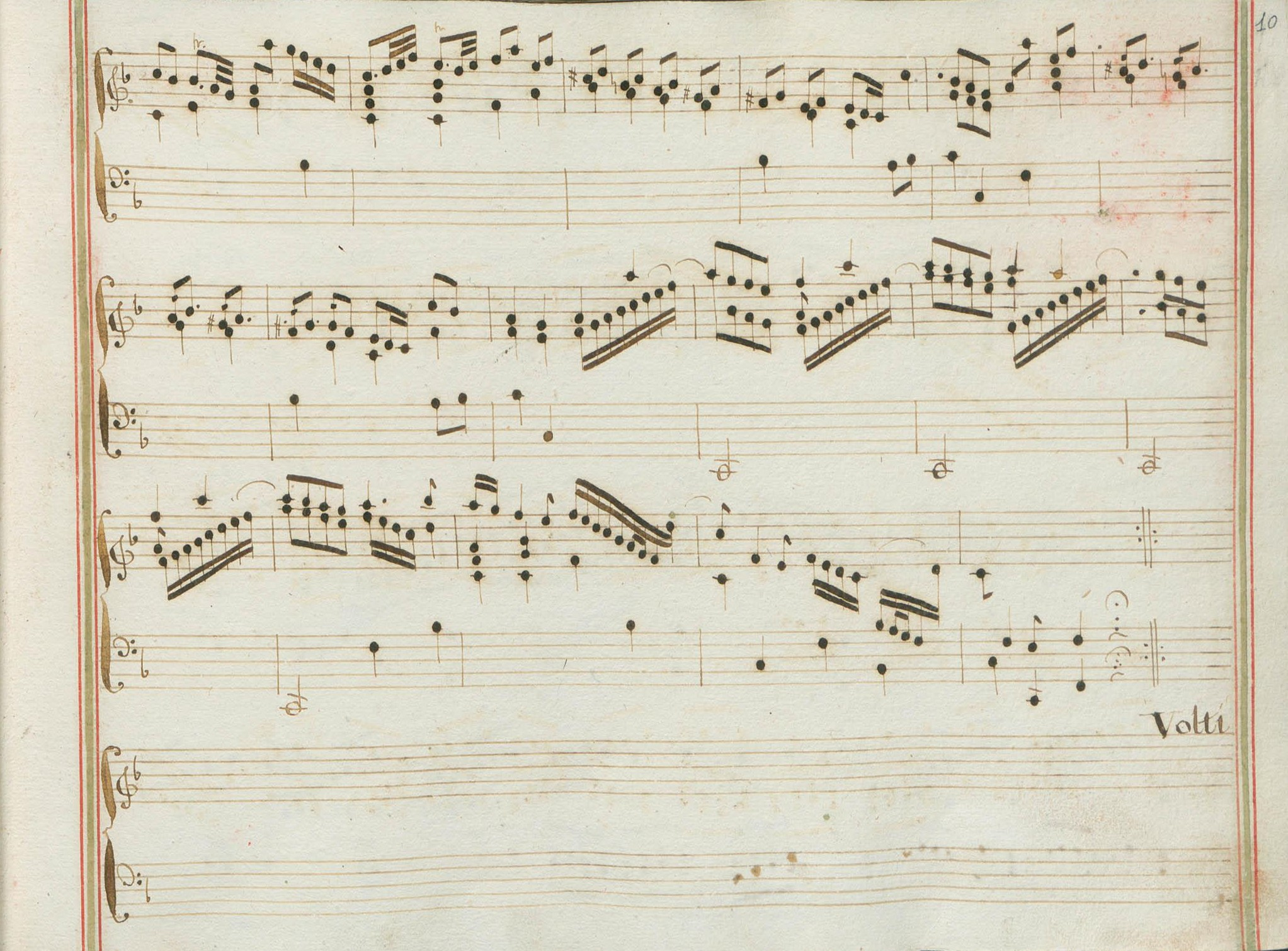
Venise XIV 5 (fin de la première section).

## Interprètes
La sonate K. 47 est défendue au piano, notamment par Kathleen Long (1950, Decca), Carlo Grante (2009, Music & Arts, vol. 2) et Duanduan Hao (2011, Naxos, vol. 14) ; au clavecin par Scott Ross (1985, Erato), Pieter-Jan Belder (2000, Brilliant Classics, vol. 1), Ottavio Dantone (2000, Stradivarius, vol. 4) et Richard Lester (2005, Nimbus, vol. 6).

## Sources
: document utilisé comme source pour la rédaction de cet article.
- Ralph Kirkpatrick (trad. de l'anglais par Dennis Collins), Domenico Scarlatti, Paris, Lattès, coll. « Musique et Musiciens », 1982 (1re éd. 1953 (en)), 493 p. (ISBN 978-2-7096-0118-4, OCLC 954954205, BNF 34689181).
- Alain de Chambure, « Domenico Scarlatti : Intégrale des sonates — Scott Ross », Erato (2564-62092-2), 1985 (OCLC 891183737) .
- (en) Carlo Grante, « Domenico Scarlatti, intégrale des sonates pour clavier (vol. 2) », Music & Arts (CD-1291), 2009 (OCLC 840087257) .